# Association des chefs d'entreprise libres
L'Association des chefs d'entreprise libres (ACEL) est une association patronale française basée à Lyon, qui combat l'étatisme au nom d'un libéralisme revendiqué, dans la seconde moitié du XXe siècle.

## Historique
Constituée à Lyon le 29 août 1940 avec le soutien du Maréchal Pétain, l'ACEL a modifié plusieurs fois son nom au cours de son histoire : Association Corporative de la Petite et Moyenne Entreprise, Association Corporative de l'entreprise à capital personnel (ACECP) vers 1943, Association interprofessionnelle de l'entreprise à capital personnel (AECP) au lendemain de la guerre, Association des chefs d'entreprise libres en novembre 1963: elle se veut dès lors ouverte « à tous les responsables de l'économie privée, aussi bien l'agriculteur maître de son champ que le médecin, l'avocat, le patron industriel ou commerçant, le directeur cadre d'une grande entreprise privée »,,.
Formée autour de quelques petits patrons lyonnais comme Lucien Chanay, Lucien Daffos, Gustave Prost, Francis Exbrayat, J. Perret, Paul Court, P. Rambeaud, au sein notamment de la Chambre syndicale patronale lyonnaise des industries métallurgiques, elle ne rassemble à la fin des années 1940 « qu'un petit groupe de (patrons) de Lyon et de Saint-Étienne » avec « quelques délégués isolés » dans la Loire. Son siège se trouve à Lyon, au 136, cours Lafayette, puis au 26, place Tolozan.
Un comité parisien est formé au début des années 1950, mais il a connu une histoire difficile et l'ACEL a cherché à plusieurs reprises à le revivifier.
Elle organise des conférences et des sessions d'études, et publie un périodique, L'Informateur de l'entreprise à capital personnel, qui devient en janvier 1960 L'Informateur des chefs d'entreprise libres; il paraît de décembre 1944 à décembre 1989. Il cesse de paraître du fait de « l'apathie » de ses soutiens potentiels.
L'association défend avant tout les intérêts des patrons de PME possédant leur entreprise, et non des managers, contre les intrusions de l'État, et le libéralisme économique orthodoxe (défense de la propriété privée, du profit, de l'initiative privée). Ainsi, les conclusions de ses journées d'études de novembre 1963 appellent à « dresser un véritable front des libertés patronales contre les attaques qui visent l'entreprise ( et à ) former une véritable ligue en faveur de l'économie libre, contre toutes les formes de la socialisation », dans le contexte du gaullisme triomphant. Lucien Daffos dénonce alors le « danger qui menace la liberté d'entreprise dans la conjoncture politique actuelle » dans la mesure où il est convaincu que toute la politique économique (depuis la Libération) a été une marche au socialisme, du fait de l'antilibéralisme des hommes politiques et de l'administration. Il faut au contraire respecter « les règles de l'économie de marché, la seule qui garantisse à l'ensemble de la population l'amélioration de sa situation matérielle que les progrès techniques permettent d'espérer ». L'État gaullien doit donc desserrer « son étreinte fiscale et administrative et rétablir une monnaie stable ».
Se voulant apolitique, elle a cependant combattu la candidature à la présidentielle de François Mitterrand en 1974 et en 1981 et a organisé en 1982 en réaction à son arrivée au pouvoir les Assises de Lyon du libéralisme.

## Présidents successifs
- Lucien Chanay, de 1940 à 1952[15],[Notes 1]

- Lucien Daffos, de juillet 1952 à 1973[Notes 2]

- Ivan Perret, de 1973 à juin 1983[16],[Notes 3]

- Albert Borrelly, de juin 1983 à ?[17],[Notes 4]

## Appuis et réseaux
L'association adhère au Comité des classes moyennes.
L'AECP est intégrée au Conseil national du patronat français dès 1946 ; elle y défend les intérêts des petits patrons et les thèses libérales. Elle donne son « accord total » au CNPF pour sa charte libérale de janvier 1965, ce qui n'est pas surprenant dès lors que ses statuts la chargent « d'effectuer des études et mener des actions pour assurer la liberté d'entreprendre et sauvegarder les fruits du travail en favorisant le développement d'une économie de marché » (article 3). Yvon Chotard, invité pour l'AG de 1975, tient un discours.
Lucien Daffos a fait partie du conseil d'administration de l'Association de la libre entreprise, fondée en septembre 1947 et présidée par Georges Villiers, président du CNPF.
Daffos représente son association à une réunion internationale à Lucerne (Suisse) en 1955, pour discuter de « l'entreprise libre et indépendante dans une société et une économie libres » et y côtoie notamment des figures de la très libérale Société du Mont-Pèlerin comme Wilhelm Röpke. Un comité international permanent est ensuite formé, présidé par Daffos, mais il ne fonctionne pas avant 1965, date de la mise en place de conférences internationales pour l'économie de marché et la libre entreprise, auxquelles Daffos participe. Ses dirigeants, Lucien Daffos en 1957, rejoint en 1962 par René Berger-Perrin, son secrétaire général et rédacteur en chef de l'Informateur des chefs d'entreprise libres, font d'ailleurs partie de la Société du Mont-Pèlerin et participent à ses réunions annuelles.
L'ACEL s'est alliée dans ses combats à la vieille Union des intérêts économiques (UIE) de Louis Billiet et à son Réveil économique, et plus encore à un penseur libéral qui cherche à réconcilier libéralisme et christianisme, Pierre Lhoste-Lachaume, et à son association, le Point de rencontre libéral spiritualiste, fondé en mars 1947. Berger-Perrin a publié en 1953 un petit livre, Vitalité libérale, physionomie et avenir du libéralisme renaissant, aux éditions SEDIF, la maison d'éditions de Lhoste-Lachaume. Ce dernier donne souvent des conférences aux réunions de l'AECP puis de l'ACEL à Lyon et à Paris, est publié dans le périodique de l'ACEL, intègre son conseil d'administration en 1963 et participe aux côtés de Daffos aux réunions internationales de la libre entreprise et à celles du Mont-Pèlerin.
Louis Billiet a donné avec Lhoste-Lachaume une conférence en 1953 au siège parisien de l'AECP. A laquelle ont pris part Daffos, Bernard Jousset et des députés comme Edmond Barrachin, Joseph Denais, Raymond Boisdé, Jean Legaret. L'AECP/ACEL, l'UIE de Billiet et le Point de rencontre, avec l'Association pour la défense des libertés publiques de Joseph Denais, tentent en 1956-1957 de mettre en place des « comités régionaux de lutte contre les empiètements de l'Etat », sans grand succès. Le nouveau siège parisien de l'ACEL est installé dans les locaux de l'association de Lhoste-Lachaume en mai 1964. À cette occasion, Lhoste-Lachaume donne une conférence, au cours de laquelle il déclare qu'il « est de plus en plus déraisonnable d'être dirigiste ». Pour la première fois, des patrons éminents y assistent : Pierre Bercot de Citroën, François Michelin, Ambroise Roux, Jacques Merlin du Crédit commercial de France, Henri Théodore Pigozzi, président d'honneur de Simca - membre de l'ACEL -, René Norguet, Henri Ballande, P-DG de Caltex, Robert Trocmé, président de l'Union des industries textiles. Ainsi que d'autres personnalités comme le sénateur Jean Lecanuet, le député Edmond Pezé, l'ancien député Alain de Lacoste-Lareymondie, Bernard Jousset, ancien président du Centre français du patronat chrétien, l'universitaire néolibéral Daniel Villey, Georges Laederich, président du Centre d'études politiques et civiques, William François, Georges Riond. Son disciple, Raoul Audouin, continue son combat aux côtés de l'ACEL, et entre au conseil d'administration de l'association en 1978. Son Centre libéral accueille les dirigeants de l'ACEL à Paris en avril 1974.
Ses liens avec l'Association pour la liberté économique et le progrès social, fondée fin 1966, ne semblent pas étroits à la fin des années 1960 et au début des années 1970, même si l'industriel André Arnoux est abonné au périodique de l'ACEL et est membre de l'association. Daffos prend part à la remise du Grand prix André-Arnoux décerné par l'ALEPS en 1967, aux côtés de Georges Villiers, Raymond Boisdé, Raymond Dronne, André Malterre, Gaston Leduc, Claude Ventre, et l'ACEL publie un article de Claude Harmel sur la 4e Semaine de la pensée libérale en 1972. Albert Garand, président de l'ALEPS, participe en avril 1974 à une réunion à Paris pour relancer l'action de l'ACEL dans la capitale, aux côtés de Raoul Audouin et de Charles Millon. Audouin déclare que les « alliés naturels » de l'ACEL et de son Centre sont « l'ALEPS, le Centre d'études des entreprises et le Club du livre civique »,. Berger-Perrin publie vers 1977 une brochure dans la collection "Arguments libéraux" de l'ALEPS, sur l'emploi dans la France actuelle.
De la seconde moitié des années 1960 au début des années 1970, l'ACEL est proche des catholiques conservateurs du Centre d'études des entreprises, de Versailles et prie ses membres d'aller aux congrès de Lausanne de l'Office international des œuvres de formations civiques et d'action doctrinale selon le droit naturel et chrétien (avatar de la Cité catholique de Jean Ousset).
Dans les années 1970, l'ACEL est proche d'un autre cercle de catholiques conservateurs, le très droitier Cercle Charles Péguy, fondé à Lyon en 1963 par le biologiste Michel Delsol, professeur à l'Université catholique de Lyon. Du fait de la « volonté de rajeunissement » de l'ACEL, ce dernier a détaché une « jeune équipe » de son cercle à l'ACEL, d'abord Michel Chapas et Charles Millon, puis Jean-Philippe Delsol (avocat, beau-frère de Charles Millon, frère de Chantal Delsol, futur administrateur de l'Association pour la liberté économique et le progrès social (ALEPS) et futur président de l'IREF), Michel Gariazzo, Me Clusel, François Lamy, Jean Étèvenaux. En 1983, elle participe au « forum de Lyon UNIR (Union nationale pour l'initiative et la responsabilité », aux côtés de l'ARS (Association responsabilité et solidarité), du Comité d'action républicaine, du Cercle Charles Péguy de Xavier Delsol, du cercle lyonnais du Club de l'horloge, du Centre des jeunes dirigeants d'entreprise lyonnais, d'ETHIC, dont elle est proche depuis 1977, et de Jeunes réalités lyonnaises.
Elle a donné la parole à des intellectuels néolibéraux, comme Louis Rougier, Daniel Villey, ou Gaston Leduc, et à des intellectuels catholiques tel Gustave Thibon, et a publié des articles de Pierre de Calan, membre du conseil d'administration de l'ACEL et conférencier à partir des années 1960, des « nouveaux économistes » animateurs de l'Association pour la liberté économique et le progrès social: Henri Lepage, Jacques Garello, son président, Georges Lane, dans les années 1980.
Elle a aussi trouvé le soutien d'hommes politiques, tels Joseph Denais en 1956 ou Florian Bruyas, sénateur du Rhône, du Centre national des indépendants et paysans, puis Pierre-Bernard Cousté, député du Rhône, ancien président du Centre des jeunes dirigeants d'entreprise. Elle invite des hommes politiques pour ses AG, comme Marcel Pellenc (1960, pour son 20e anniversaire), Édouard Bonnefous (1976), Jean Kiffer (1977), Charles Millon (1978). L'ACEL atteint son apogée dans la seconde moitié des années 1970, avec l'adhésion du sénateur-maire de Lyon Francisque Collomb, et la venue du ministre du commerce René Monory pour son assemblée générale en 1978, et celle du Premier ministre Raymond Barre en avril 1980. Chacune des réunions a attiré environ 300 personnes, ce qui est un record pour l'ACEL. Le bulletin de l'ACEL souligne les « positions courageuses » de Raymond Barre mais note que « les chefs d'entreprise ne sont pas entièrement convaincus par certains points ». Raymond Barre, à l'issue de l'assemblée générale, remet les insignes de chevalier de l'ordre du mérite social au président de l'ACEL, Yvan Perret, « défenseur vigilant de l'entreprise à capital personnel ». Ce qui a provoqué quelques remous relayés par la presse dès lors que son passé durant l'Occupation a été mis en lumière: il avait été administrateur de biens juifs en 1941/42, même s'il n'a pas été condamné à la Libération.